# 香港銀行列表 (淪陷前)
1941年日本皇軍侵佔香港前，香港擁有的各類銀行達約40家。當時，由於中國內地戰亂，大量資金湧入香港，香港銀行業呈現一片繁榮。戰前，各類銀行多以滙兌、押匯、僑匯為主以配合香港作為地區性商業中心和貿易轉口港的地位。
| 銀行名稱                       | 地址              | 司理                      |
| ------------------------------ | ----------------- | ------------------------- |
| 大通銀行                       | 大道中15號        |                           |
| 中中交農4銀聯合辦事處香港分處  | 德輔道中10號      |                           |
| 中央銀行辦事處                 | 上海銀行          |                           |
| 中南銀行                       | 都爹利街4號       | 章淑淳                    |
| 中國銀行香港分行               | 大道中4號         | 鄭壽仁                    |
| 中國農工銀行香港通訊處         | 德輔道中亞歷山大  | 齊致                      |
| 中國農民銀行廣州分行駐港辦事處 | 大道中友邦行      |                           |
| 中國國貨銀行                   | 鐵行屋宇          |                           |
| 中國實業銀行                   | 華人行            |                           |
| 友邦銀行                       | 大道中12號        |                           |
| 四川省銀行香港辦事處           | 遮打道聖佐治行    |                           |
| 四明銀行香港辦事處             | 國民銀行7樓       |                           |
| 四海銀行                       | 文咸西街36號      |                           |
| 永安銀行                       | 德輔道中26號      |                           |
| 永安銀行九龍分行               | 彌敦道361號       |                           |
| 交通銀行                       | 雪廠街5號         | 李道南                    |
| 安達銀行                       | 中天行            |                           |
| 有利銀行                       | 大道中7號         |                           |
| 金城銀行                       | 雪廠街7號         |                           |
| 東方實業銀行                   | 大道中13號        |                           |
| 和豐銀行                       | 大道中13號        |                           |
| 東亞銀行                       | 德輔道中10號      | 總理簡東浦 司理李子方     |
| 上海商業儲蓄銀行               | 大道中6號         |                           |
| 康年儲蓄銀行                   | 德輔道中186號     |                           |
| 國民商業儲蓄銀行               | 干諾道中8號A      |                           |
| 義昌放款銀行                   | 大道中5號法國銀行 | 威力                      |
| 東亞銀行九龍分行               | 廣東道642號       |                           |
| 法國東方滙理銀行               | 大道中5號         | 包德儒                    |
| 南京商業儲蓄銀行香港分行       | 干諾道中65號      | 翟俊千                    |
| 美國運通銀行                   | 德輔道中4號       | 士天那臣                  |
| 香港上海滙豐銀行               | 大道中1號         |                           |
| 香港汕頭商業銀行               | 文咸西街48號      |                           |
| 國華銀行                       | 大道中11號        |                           |
| 荷蘭銀行                       | 荷蘭行            |                           |
| 渣打寶源銀行                   | 大道中3號         | 甘勿殊                    |
| 華比銀行                       | 德輔道中4號A      | 畢來                      |
| 華僑銀行                       | 大道中13號        |                           |
| 新沙宣銀行                     | 大道中9號         |                           |
| 義品放款銀行                   | 大道中5號         |                           |
| 萬國寶通銀行                   | 大道中2號         |                           |
| 嘉華銀行                       | 永樂街24號        |                           |
| 福建省銀行                     | 太子行            |                           |
| 聚興誠銀行                     | 太子行            |                           |
| 台灣銀行                       | 太子行            |                           |
| 廣州中國銀行駐港辦事處         | 大道中4號中國銀行 |                           |
| 廣西省銀行香港分行             | 大道中10號        | 張兆棠                    |
| 廣利銀行                       | 德輔道西15號      |                           |
| 廣東銀行                       | 德輔道中6號       | 董事長宋子文 總司理鄧勉仁 |
| 廣東省銀行                     | 遮打道5號皇后行   |                           |
| 橫濱正金銀行香港分行           | 德輔道中1號太子行 | 鹿野克                    |
| 鹽業銀行                       | 德輔道中236號     |                           |
| 鹽業銀行九龍支行               | 彌敦道353號       |                           |

## 資料來源
- 《香港華僑工商年鑒（1940年）》，香港：協群公司，1940年。
- 馮邦彥，《香港金融業百年》，香港：三聯，2002年。